# Antal Zirczy
Antal Zirczy (Glettner) (Budapest, 2 febbraio 1898 – Heusweiler, 27 luglio 1996) è stato uno schermidore ungherese, vincitore di una medaglia d'oro ai campionati internazionali di scherma.